# 哈拉尔德·科诺普卡
哈拉尔德·科诺普卡（德語：Harald Konopka，1952年11月18日—），德国男子足球运动员，场上位置是后卫。他曾代表西德国家队参加1978年国际足联世界杯，结果队伍止步第二轮。